# Quena

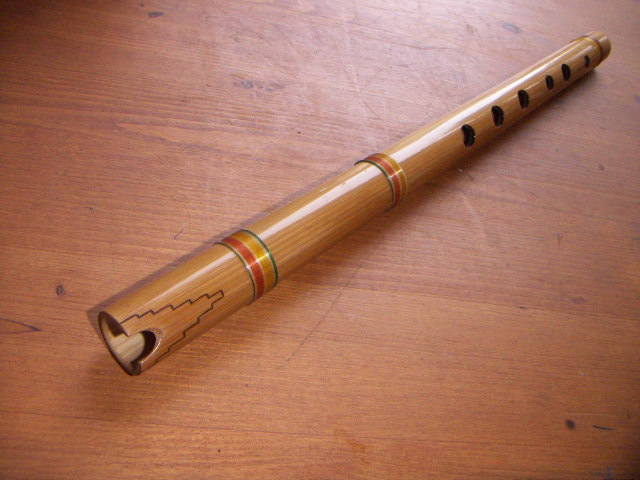
Quena är en sydamerikansk flöjt, som spelas ofta i andinsk folkmusik

Quena är en traditionell flöjt från Anderna och är oftast tillverkad av bambu eller trä. Quenan används oftast i traditionell andinsk folkmusik men har på senare tid använts inom andra musik genrer. 
En quena är ofta stämd i G (G är den lägsta ton instrumentet kan producera). Den är öppen i båda ändarna, och är utrustad med sju hål, sex fingerhål och ett hål för tummen. 
Quenan och andra andinska musikinstrument har spelats av kända band som Inti-Illimani, Los Kjarkas, Quilapayún och även hörts i sången "El condor pasa" spelad av Simon and Garfunkel. 

## Övrigt
Quenacho är en större version av en quena och har en lägre ton men är i övrigt konstruerad på samma sätt. 
Quenan är tillsammans med panflöjt och charango typiska instrument för andinsk musik. 